# حنينا
بيت حنينا إحدى القرى الأردنية التابعة لمحافظة مادبا. تقع بيت حنينا بطرف المدينة مادبا، وتعتب بيت حنينا من القرى التي تمتلك جماليات عالية من حيث التضاريس الجغرافية حيث الجبال والسفوح والوهاد. تتميز بتربتها الحمراء الغنية الخصبة. وهواءها نقي عليل. يسكن بيت حنينا طبقات مختلفة من الناس منهم البدو ومنهم الحضر الفقراء منهم والاغنياء ويبلغ عددالسكان 3000 نسمة.